# Bou de Falaris

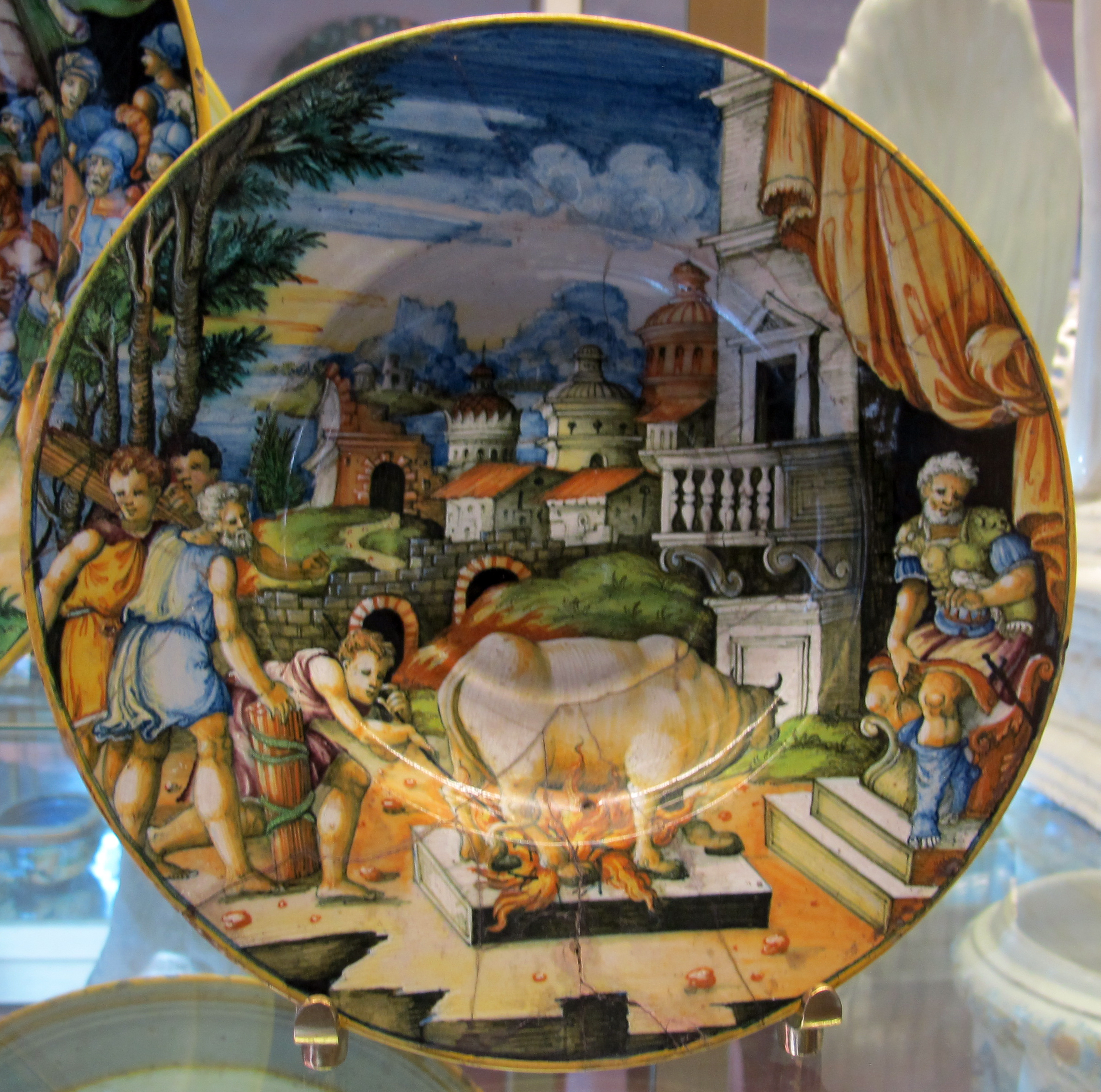
Plat de ceràmica possiblement de Pesaro amb el Bou de Peril i Fàlaris, 1550

El bou de Fàlaris hauria estat un instrument de tortura i execució utilitzat en l'antiga Grècia.

## Història
La invenció de l'instrument s'atribueix a Peril d'Atenes, un fonedor de bronze, el qual proposa a Fàlaris, tirà d'Agrigent, la invenció d'un nou sistema per executar els criminals.
Segons la llegenda, referida amb precisió per Pau Orosio, Peril va fer la reproducció d'un toro de metall, buit a l'interior i amb una porta al costat. La víctima era tancada a l'interior i s'encenia un foc sota el toro, escalfant el metall fins a posar-lo al roig roent de manera que la víctima a l'interior del brau es rostia lentament fins a la mort. Per assegurar que res indecorós pogués destorbar el plaer de l'espectador, el bou va ser construït de tal manera que el fum es transformés en perfumats núvols d'encens. El cap estava equipat amb un complex sistema de canonades i elements de subjecció, que convertien els crits dels presoners en sons similars als emesos per un toro enfurismat. També es diu que, un cop reobert l'instrument de mort, els ossos ressecs de les víctimes brillaven com joies i es podien convertir en polseres.
Fàlaris va lloar la invenció i va ordenar que fos provada pel mateix Peril. Així que Peril hi hagué entrat, en tancaren la porta immediatament i van encendre foc sota el bou, i així Fàlaris en pogué sentir el so dels crits.
Abans que Peril fos mort, Fàlaris feu obrir la porta i el va treure. Peril creia que seria recompensat pel seu invent, però en lloc d'això, després d'haver-lo tret de dins del bou, Fàlaris el va fer precipitar des de dalt d'un penya-segat. La llegenda vol que el mateix Fàlaris fos executat per aquest mètode quan va ser enderrocat per Telèmac.

## Possible relació amb els sacrificis humans cartaginesos
Els erudits bíblics enllacen el disseny del Bou de Bronze amb les estàtues de la deïtat cartaginesa Baal Hammon (sovint identificat amb el Moloc bíblic) en el qual els nens eren sacrificats vius dins d'una estàtua de la deïtat, amb cap de vedella de bronze. Col·locaven el nen en les mans de l'estàtua i aquest lliscava avall cap al forn de bronze. Els sorolls dels crits del nen s'ofegaven sovint fent sonar tambors i ballant, ja que els altars del sacrifici no tenien el sistema de canonades que tenia el Bou de Fàlaris. Segons els erudits, la relació amb els cartaginesos, encara seria més clara a causa de les arrels cartagineses d'Agrigent.

## Llegendes cristianes

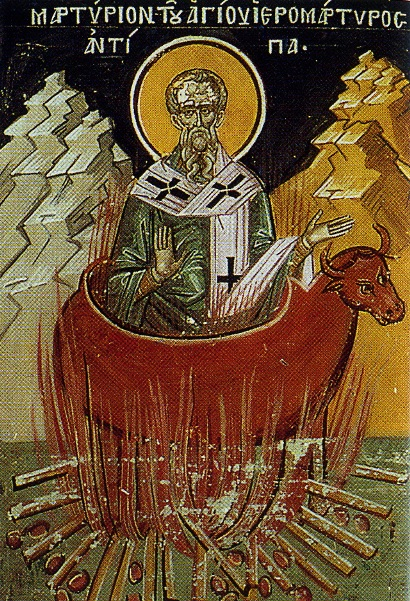
Sant Antipas de Pèrgam martiritzat en un bou metàl·lic

Diuen les cròniques que els romans haurien utilitzat aquest instrument de tortura per matar alguns cristians. En concret, se cita Sant Eustaqui, que, segons la tradició cristiana, va ser fregit en un bou de bronze amb la seva dona i fills per l'emperador Hadrià. El mateix va passar amb sant Antipas, bisbe de Pèrgam durant les persecucions de l'emperador Domicià i el primer màrtir a l'Àsia Menor, que va ser rostit fins a la mort en un bou de bronze en l'any 92 aC. El dispositiu estava encara en ús dos segles més tard, quan, es diu que una altra cristiana, Pelàgia de Tars hauria estat cremada en un bou durant el regnat de l'emperador Dioclecià.
L'Església Catòlica exclou la història del martiri de Sant Eustaqui com "completament falsa".

## Regne visigot de Tolosa
D'acord amb la Chronica Caesaraugustana, Burdunellus, un usurpador romà, va ser rostit en un bou de bronze pel rei Alaric II l'any 497. Priscil·lià, el primer heretge cristià executat per ordre de l'Església Catòlica, va ser, pel que sembla, també executat en un bou de bronze juntament amb dos altres seguidors.

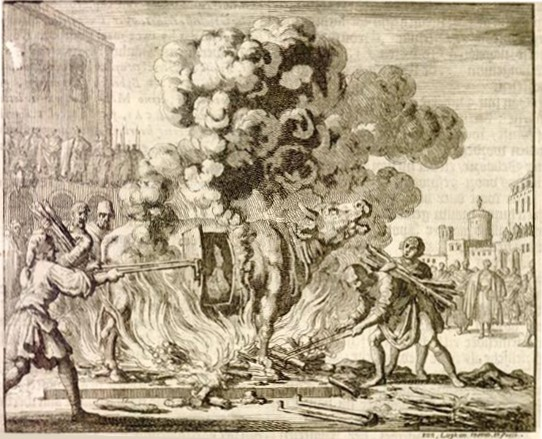
Una representació idealitzada d'una execució amb el bou metàl·lic de Pèrgam. Autor anònim.

## El Bou en la literatura
La història del toro no pot ser considerada falsa. Píndar, que va viure menys d'un segle després, associa expressament aquest instrument de tortura amb el nom del tirà.
L'escriptor satíric Llucià de Samosata (II segle dC) va donar la primera descripció detallada de la creació i l'ús del bou de Fálaris.
Inclús Dante Alighieri a la Divina Comèdia parla del bou de Fàlaris amb aquestes paraules:

Com el bou sicilià, que en primer lloc

va mugir amb el plor —i va ser just—

de qui l'havia treballat amb llima,

i mugia amb la veu del turmentat

de manera que, tot i ser de coure,

semblava que el dolor el travessava
Dante Alighieri, La Divina Comèdia, Infern, cant XXVII, vv. 7-12 (edició bilingüe italià-català de Joan F. Mira)
Se'n troba també esment a la sàtira VIII de Juvenal (vv. 79-84), molt apreciada per Kant, que la cita a la Crítica de la raó pràctica (Ak. V, pàg. 283), a La religió dins dels límits de la raó pura (Ak. VI, pàg. 49) i en la doctrina del dret de la Metafísica de la moral (Ak. VI, pàg. 394).

## El bou en la cultura de masses
El programa de televisió nord-americà "1000 maneres de morir" dedica un dels episodis a la mort en el Bou de Fàlaris, si bé amb imprecisions: quan es diu que el bou estava completament insonoritzat perquè no es poguessin sentir els crits dels presoners que s'estaven fregint a l'interior i que, quan Peril en va sortir, ja era mort.

## Imatges en xarxa
- 1000 Maneras De Morir #348 Mi Gran Muerte Griega: https://www.youtube.com/watch?v=bSjJLQh2A5I